# 공형기하학
공형기하학(Conformal geometry)은 수학에서 공간에 대한 각도 보존(등각) 변환 집합에 대한 연구이다.
실제 2차원 공간에서 공형기하학은 정확히 리만 표면의 기하학이다. 2차원보다 높은 공간에서 등각 기하학은 "평평한 공간"(예: 유클리드 공간 또는 구)의 등각 변환에 대한 연구 또는 리만 또는 유사 리만 다양체인 등각 다양체에 대한 연구를 가리킬 수 있다. 규모에 맞게 정의된 메트릭 클래스를 사용한다. 평면 구조에 대한 연구는 때때로 뫼비우스 기하학(Möbius geometry)이라고 불리며 클라인 기하학의 한 유형이다.

## 같이 보기
- 에를랑겐 프로그램